# ¡Que se vayan todos!

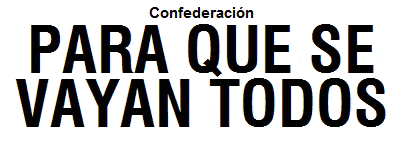
Lista «Para que se vayan todos» (27 de abril de 2003)

¡Que se vayan todos! fue un lema surgido espontáneamente en el curso de las protestas populares, piquetes y cacerolazos que caracterizaron a la crisis de diciembre de 2001 en Argentina. La consigna expresaba la crisis de representatividad y el desencanto completo de la población respecto de sus dirigentes, exigiendo la renuncia masiva de los gobernantes. 
Encuestas y análisis políticos concluyeron que en esos días el 70 % de la población apoyaban la consigna «que se vayan todos».
Argentina se encontraba por entonces en recesión desde 1998 y con una alta tasa de desempleo, trabajo informal y pobreza, a causa del déficit presupuestario, su financiamiento y la corrupción política. Realizado durante la década de 1990 una radical transformación económica caracterizada por la convertibilidad del peso y el dólar, las privatizaciones, la desregulación de los mercados y la flexibilización laboral, siguiendo las pautas del Consenso de Washington, del cual Argentina fue considerada en el año 2001por el FMI como el "mejor alumno" del FMI por la aplicación de todas ass recetas del organismo.
Comúnmente este lema era entonado a través de una reversión de la canción Meu Amigo Charlie Brown del compositor brasileño Benito di Paula. Este cántico llegó a trascender del marco político, trasladándose a otros sectores de la sociedad, como las hinchadas de fútbol en tono de protesta a sus jugadores y dirigentes.

## Antecedentes

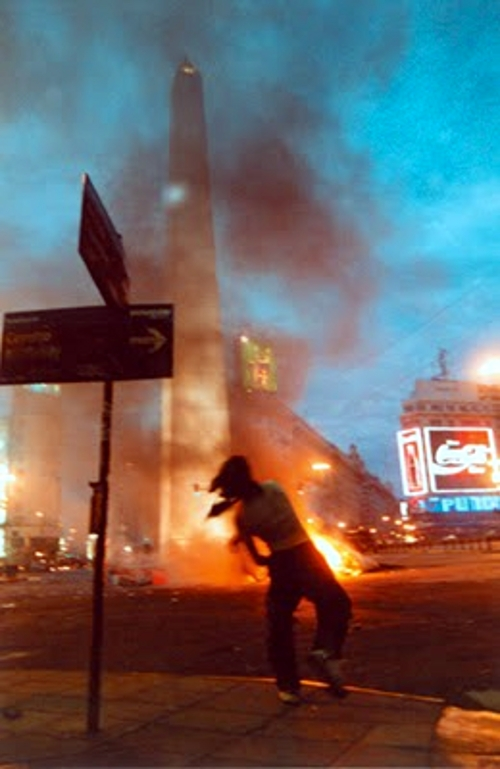
Protestas en la ciudad de Buenos Aires (20 de diciembre de 2001)

En diciembre de 2001, Argentina hacía tres años estaba en una prolongada depresión económica, con una desocupación que ese año llegó a su punto más alto en toda su historia (21,6%); una tasa de trabajo informal que llegó al 44,8% (cuando en 1994 era de 28,4%); un proceso de disolución monetaria en el que todas las provincias y el Estado nacional emitían cuasimonedas con los que se pagaban salarios; la privatización de la seguridad social en AFJPs; y la ausencia casi completa de planes sociales para atender a las personas con ingresos insuficientes. La deuda externa (estatizada el último año de la dictadura) se había triplicado en la última década llegando a 180.000 millones en 2001, lo que a su vez llevó a destinar sumas cada vez mayores para pagar la deuda externa y reducir los fondos del Estado con fines sociales, educativos y productivos. El periodista Ernesto Tenembaum muestra en su libro Enemigos (2004), como el Fondo Monetario Internacional asumió por entonces un papel protagónico en el manejo de la economía argentina.
La reformas económicas y la prolongada crisis económica y social, habían hecho surgir a mediados de la década de 1990 una serie de movimientos de protesta que se caracterizaron por bloquear rutas, puentes y calles céntricas, que tomó el nombre de movimiento piquetero. La represión de las protestas populares incluyó también desde 1995 el asesinato de manifestantes por parte de las fuerzas de seguridad, como Víctor Choque, Teresa Rodríguez y Aníbal Verón entre otros, en un proceso conocido como: «Criminalización de la protesta social».
El 19 de diciembre de 2000, acuciada por la dificultad para cumplir con el pago de los intereses de la deuda externa, Argentina acordó con el Fondo Monetario Internacional una operación que se llamó Blindaje, por medio de la cual el FMI y varios bancos aceptaron poner a disposición del país 39.700 millones de dólares a cambio de que Argentina aprobara una nueva ley de flexibilización laboral (que fue conocida como «Ley Banelco», debido a los sobornos que el gobierno y varias empresas pagaron a senadores opositores), el aumento de la edad jubilatoria y un riguroso ajuste fiscal que se extendía a todas las provincias. La operación fracasó y el 5 de marzo debió renunciar el Ministro de Economía, José Luis Machinea, siendo reemplazado por Ricardo López Murphy, quien también debió renunciar a los pocos días debido a las protestas suscitadas por los recortes presupuestarios, especialmente en educación, que él propuso.
El 20 de marzo de 2001 el presidente Fernando De la Rúa designó como Ministro de Economía a Domingo Cavallo, quien en 1982 había estatizado la deuda externa argentina y en la década de 1990, también como Ministro de Economía, fue el autor del Plan de Convertibilidad y de las reformas económicas y sociales. Una de las primeras medidas de Cavallo fue realizar con el Fondo Monetario Internacional una cuestionada operación llamada Megacanje, que exigió fuertes restricciones a la acción del Estado, bajo la consigna «déficit cero». Tanto el Blindaje como el Mecanje fueron consideradas maniobras delictivas que transfirieron miles de millones de dólares del Estado argentino al sector financiero privado.
El 31 de agosto de 2001 la Ministra de Trabajo Patricia Bullrich dispuso el pago bancarizado de salarios para empresas con menos de 50 trabajadores, bancarizando así el total del pago de salarios registrados. Bullrich impulsó y firmó el decreto 926/2001 que estableció la reducción del 13% a los haberes de los trabajadores estatales y de las jubilaciones, provocando protestas de dichos sectores.
El 14 de octubre de 2001 se realizaron elecciones legislativas en las que La Alianza fue derrotada ampliamente por el Partido Justicialista, con el agravante de que el presidente De la Rúa no tuvo espacio político para sostener a ningún candidato. Uno de los datos centrales de la elección fue el llamado «voto bronca», votos en blanco o anulados intencionalmente los cuales alcanzaron el 25% del total, ganando incluso en la Ciudad de Buenos Aires y en la Provincia de Santa Fe, expresando así una grave crisis de representatividad. Ese voto negativo se relaciona directamente con la consigna «que se vayan todos» que aparecería pocas semanas después.
El 3 de diciembre el Estado argentino, por medio del Decreto 1570/2001 decidió limitar a 250 pesos o dólares semanales la extracción de dinero de las cuentas bancarias, aunque permitiendo pagos mediante transferencias bancarias. La medida impidió que continuaran percibiendo sus ingresos las personas que actuaban en la economía informal, situación en la que se encontraba el 45% de los trabajadores.

## Hechos
- El 18 de diciembre de 2001 comenzaron a sucederse saqueos de supermercados en diversas provincias.
- El 19 de diciembre a la noche el presidente De la Rúa se dirigió por televisión a todo el país para informar que había impuesto el estado de sitio, un mecanismo legal que prohíbe la reunión de personas en espacios públicos y le permite al presidente detener personas sin causa e intervención del poder judicial.[13]
- Inmediatamente después de que el presidente terminase de hablar, multitudes en todo el país comenzaron a hacer sonar cacerolas desde sus casas y poco después grandes cantidades de personas salieron espontáneamente a la calle en la mayoría de las ciudades del país reclamando «que se vayan».[14] La consigna rápidamente se convirtió en «que se vayan todos, que no quede ni uno solo».
- A la mañana del día jueves 20 de diciembre el Poder Ejecutivo dio la orden de desalojar la Plaza de Mayo, lo cual dio paso a una represión policial que concluyó con cinco muertes, 227 heridos, y más de 300 detenidos en las áreas aledañas a la plaza.[15][16] Las protestas masivas sucedieron en todo el país, siendo asesinadas un total de 39 personas por las fuerzas represivas, los días 19 y 20 de diciembre.
- En la noche del 20 de diciembre De la Rúa renunció el cargo presidencial, abandonando la Casa Rosada en helicóptero.
- Inmediatamente asumió interinamente el presidente provisional del Senado que puso en marcha el mecanismo legal sucesorio establecido por la ley de acefalía. El 23 de diciembre la Asamblea Legislativa (ambas cámaras reunidas juntas) eligió como Presidente pero con un mandato de noventa días al entonces gobernador de la provincia de San Luis, Adolfo Rodríguez Saá.
- El viernes 28 de diciembre se produjeron nuevas manifestaciones bajo la consigna «que se vayan todos», las cuales llevaron al ingreso de algunos manifestantes al Congreso de la Nación y a incendiar algunos muebles. Luego de conocerse los nombres de los colaboradores designados por el presidente Rodríguez Saá y a una sentencia de la Corte Suprema que declaraba inconstitucional el corralito. Como consecuencia de esas manifestaciones renunció el gabinete presidencial.[17]
- El domingo 30 de diciembre, se realizó una nueva manifestación con la exigencia de «que se vayan todos» ante la residencia de descanso del Presidente de la Nación en Chapadmalal, mientras intentaba reunir el apoyo político necesario para seguir en el cargo. Ante la gravedad creciente de las manifestaciones y la falta de apoyo político, el presidente y todos los funcionarios que se encontraban en Chapadmalal, abandonaron de urgencia la instalación. El presidente Rodríguez Saá se dirigió a San Luis desde donde renunció al cargo.[18] Pocos minutos después renunció también el presidente provisional del Senado, a quien hubiera correspondido asumir nuevamente de manera interina el poder ejecutivo.[19]
- Encuestas y análisis políticos concluyeron que en esos días el 70% de la población apoyaban la consigna «que se vayan todos». Durante todo el año 2002 se sucedieron las manifestaciones que enarbolaban o coreaban el lema «que se vayan todos». En 2003 se realizaron elecciones presidenciales, con una buena participación electoral (78%) y un bajo nivel de votos en blanco (0,99%) y votos nulos (1,73%), datos que expresan que, si bien el descontento social no había desaparecido, ya no había un deseo generalizado de la población de que los gobernantes dejaran sus cargos.[2]